# Давид II Йерисовски и Светогорски
Давид  (на гръцки: Δαβίδ) e митрополит на Вселенската патриаршия.

## Биография
Давид става духовник и е избран за епископ на Китроска епархия. В 1560/1561 година подписът на Давид е поставен от патриарх Йоасаф II Константинополски на Грамотата за даване на царска титла на московския велик княз Иван IV. Подписът му гласи нисш епископ Китроски (ο ευτελής επίσκοπος Κίτρους).
Давид участва в Цариградския събор, председателстван от архиепископ Паисий Охридски, който сваля патриарх Йоасаф II в 1565 година (7073 от Сътворението). Давид подписва акта на събора от януари 1565 година като смирен митрополит Йерисовски и Светогорски (ο ταπεινός μητροπολίτης Ιερισσού και Αγίου Όρους).